# Claus M. Smidt
Claus M. Smidt er en dansk kunsthistoriker, tidligere museumsdirektør af Nivaagaards Malerisamling og seniorforsker. Han har forfattet og redigeret en omfattende række af kunsthistoriske, arkitekturhistoriske og kulturhistoriske udgivelser.

## Poster
Smidt beklæder en række poster i dansk kulturliv. Han er bl.a. formand for Foreningen til Gamle Bygningers Bevaring og bestyrelsesformand for Selsø Slot.

## Forfatterskab
- En storby bliver til, København og københavnere set af "Illustreret Tidende" 1859-74; Strandberg, Birkerød 1980
- 100 malerier på Nivaagaard; Nivaagaards Malerisamling 1983; ISBN 87-981476-0-9
- Kongelig kunst; København 1990
- (sammen med Hanne Raabyemagle): Klassicisme i København: Arkitekturen på C.F. Hansens tid, København: Gyldendal 1998. ISBN 9788700343061 (engelsk udgave som ISBN 9788700343566)
- (sammen med Mette Winge): Hen over torv og gade, mennesker og huse i Guldalderens København; Gyldendal, København 1996
- (sammen med Erik Iversen): Funkis, det nordjyske gennembrud; Phønix Media, Højbjerg 2003
- Renæssancens bygninger: Bygningskulturens Dag 2006; Kulturarvsstyrelsen, 2006
- (sammen med Mette Winge): Moltkes Palæ: fra Gyldenløves lille palæ til Haandværkerforeningen; Nyt Nordisk Forlag, Arnold Busk 2007
- (sammen med Bolette Bramsen): Strandvejen her og nu; bind ; Politikens Forlag, København: 2009; ISBN 978-87-567-8818-2
- (hovedforfatter og redaktør): Eremitageslottet; Gads Forlag, København 2013.